# Марцелій Гославський
Марцелій Гославський фон Ксенжомеж (пол. Marceli Gosławski von Księżomierz; 16 січня 1862, Броди — 25 січня 1934, Краків) — австро-угорський і польський офіцер, генерал-майор австро-угорської армії, бригадний генерал польської армії.

## Біографія
Походив із родини чиновників (батько був митником). Випускник реальної гімназії у Бродах та Кадетського корпусу у Лемберзі. В австро-угорській армії з 1879 року. Спочатку служив у 30-му єгерському батальйоні, де займав, серед іншого, посади командира стрільбища батальйону та зброяра відділення. У 1907 році переведений до 56-го піхотного полку «Граф Даун». Брав участь у Першій світовій війні, був командиром батальйону і полку, потім служив у тилу, в тому числі інспектором військових заводів у Відні. 5 квітня 1917 року отримав титул «фон Ксенжомеж» за заслуги в битві під Ксенжомежом у 1914 році. Після тривалого одужання від хвороби серця був направлений служити в тил, інспектувати виробництво озброєння.
З 21 серпня 1919 року — офіцер Інспекції піхоти Головного управління Краківського округу. З 7 квітня 1920 року виконував обов’язки заступника начальника генерального округу «Лодзь». У березні 1921 року вийшов у відставку. Жив у Кракові, де й помер. Похований на військовому цвинтарі по вулиці Прандоти в Кракові.

## Звання
- Лейтенант (1883)
- Оберлейтенант (1888)
- Гауптман (1894)
- Майор (1907)
- Оберстлейтенант (1911)
- Оберст (1914)
- Генерал-майор (1917)

## Нагороди
- Ювілейна пам'ятна медаль 1898
- Хрест «За вислугу років» (Австрія)
- Ювілейний хрест
- Орден Залізної Корони 3-го класу з військовою відзнакою (1914)
- Орден Франца Йосифа, лицарський хрест з військовою відзнакою (1915)